# Mai Nakamura (nadadora sincronizada)
Mai Nakamura –en japonés, 中村 麻衣, Nakamura Mai– (Kobe, 13 de enero de 1989) es una deportista japonesa que compite en natación sincronizada.
Participó en dos Juegos Olímpicos de Verano en los años 2012 y 2016, obteniendo una medalla de bronce en Río de Janeiro 2016 en la prueba de equipo. Ganó cinco medallas de bronce en el Campeonato Mundial de Natación, en los años 2015 y 2017.

## Palmarés internacional
| Juegos Olímpicos   | Juegos Olímpicos        | Juegos Olímpicos  | Juegos Olímpicos  |
| Año                | Lugar                   | Medalla           | Prueba            |
| ------------------ | ----------------------- | ----------------- | ----------------- |
| 2016               | Río de Janeiro (Brasil) | Medalla de bronce | Equipo            |
| Campeonato Mundial |                         |                   |                   |
| Año                | Lugar                   | Medalla           | Prueba            |
| 2015               | Kazán (Rusia)           | Medalla de bronce | Equipo técnico    |
| 2015               | Kazán (Rusia)           | Medalla de bronce | Equipo libre      |
| 2015               | Kazán (Rusia)           | Medalla de bronce | Combinación libre |
| 2017               | Budapest (Hungría)      | Medalla de bronce | Equipo técnico    |
| 2017               | Budapest (Hungría)      | Medalla de bronce | Combinación libre |